# Mines de Cerro Gordo
Pour les articles homonymes, voir Cerro Gordo.
Les mines de Cerro Gordo sont une série de mines abandonnées, situées à 2 608 mètres d'altitude, dans les montagnes Inyo (en), près de Lone Pine, dans le comté d'Inyo, en Californie. Exploitées de 1866 à 1957, elles produisaient de l'argent, du zinc et du  plomb. Une partie du minerai était fondu sur le site mais des fonderies à plus grande capacité sont finalement construites le long de la rive du lac Owens. Ces opérations de fonderie sont à l'origine de la création des localités de Swansea (en) et Keeler. Cerro Gordo est dorénavant une propriété privée, une ville fantôme et une attraction touristique. En mai 2018, le site de 122 ha est proposé à la vente pour la somme de 925 000 $. Il est acheté durant l'été 2018 par deux entrepreneurs Américains qui souhaitent réhabiliter le lieu en lieu touristique et d'habitations, et réaliser des fouilles. Le 15 juin 2020, un incendie détruit l'hôtel "The American Hotel", une maison ainsi qu'un entrepôt. Les propriétaires annoncent qu'ils reconstruiront à l'identique l'hôtel.

## Source de la traduction
- (en) Cet article est partiellement ou en totalité issu de l’article de Wikipédia en anglais intitulé « Cerro Gordo Mines » (voir la liste des auteurs).